# Inge Hanschke
Inge Hanschke ist eine deutsche Informatikerin und Autorin von Fachliteratur im Bereich Informationstechnik und Strategisches Management.

## Leben
Hanschke absolvierte 1988 ihr Informatik-Diplom mit Auszeichnung und arbeitete anschließend in einem ERP-Produkthaus als Softwarearchitektin und Projektmanagerin. 1994 wechselte sie als Leiterin der Anwendungsentwicklung zu den Stadtwerken Düsseldorf. Ab 1995 war Hanschke CIO in einem Betrieb für technische Textilien und ging 1999 als Chef-Architektin und Geschäftsführerin zu einem Softwareunternehmen. Seit 2014 ist sie geschäftsführende Gesellschafterin einer Unternehmensberatung.
Seit 2009 verfasst Hanschke Blogartikel, Publikationen und Fachbücher unter anderem über Digitalisierung, Enterprise Architecture Management, Business Process Management und Informationssicherheit & Datenschutz.
Das Buch Enterprise-Architecture-Management – einfach und effektiv : ein praktischer Leitfaden für die Einführung des EAM gilt als anerkannte Fachliteratur für Unternehmensarchitekten und wird neben ihren anderen Fachbüchern bei Vorlesungen als begleitende Literatur empfohlen und als Quelle für Dissertationen und Fachartikel herangezogen. Ihre Erfahrungen aus IT-Management-Projekten konsolidierte Hanschke in einer Best-Practice zur Einführung und Etablierung eines Enterprise Architecture Managements, welches im Gegensatz zu anderen EAM-Frameworks als pragmatischer und schneller einsetzbar gilt.
Hanschke ist Mitinitiatorin der EAM-Initiative, eine Initiative der TU München, die in einer offenen Plattform Artikel und praxisrelevante Dokumente allgemein zugänglich macht.

## Auszeichnungen
- 2009: IT Excellence Benchmark 2009 (ITEB) in der Kategorie Bester IT-Anbieter.[6]

## Werke (Auswahl)
- Strategisches Management der IT-Landschaft : ein praktischer Leitfaden für das Enterprise-Architecture-Management. 3., aktualisierte und erw. Aufl., Hanser Fachbuch, München 2013, ISBN 978-3-446-43509-4.
- Lean IT-Management – einfach und effektiv : der Erfolgsfaktor für ein wirksames IT-Management. Hanser Fachbuch, München 2014, ISBN 978-3-446-44071-5.
- Inge Hanschke, Gunnar Giesinger, Daniel Goetze: Business-Analyse einfach und effektiv : Geschäftsanforderungen verstehen und in IT-Lösungen umsetzen. 2., überarbeitete und erweiterte Auflage, Hanser Fachbuch, München 2016, ISBN 978-3-446-42662-7.
- Agile in der Unternehmenspraxis : Fallstricke erkennen und vermeiden, Potenziale heben. Springer, Wiesbaden 2017, ISBN 978-3-658-19157-3.
- Digitalisierung und Industrie 4.0 – einfach und effektiv : Systematisch und lean die Digitale Transformation meistern. Hanser Fachbuch, München 2018, ISBN 978-3-446-45293-0.
- Informationssicherheit und Datenschutz systematisch und nachhaltig gestalten : eine kompakte Einführung in die Praxis. Springer, Wiesbaden 2019, ISBN 978-3-658-27062-9.
- Informationssicherheit – lean & agil. Hanschke, I., Schwarz, C., Wirtschaftsinformatik & Management, 216–223 (2019), ISSN 1867-5905.
- Informationssicherheit und Datenschutz – einfach & effektiv : integriertes Managementinstrumentarium systematisch aufbauen und verankern. Hanser Fachbuch, München 2020, ISBN 978-3-446-45818-5.
- Digitaler Wandel – lean & systematisch : disruptive und evolutionäre Innovationen ganzheitlich vorantreiben in Business & IT., Springer, Wiesbaden 2021, ISBN 978-3-658-32143-7.
- Inge Hanschke, Rainer Lorenz: Strategisches Prozessmanagement – einfach und effektiv : ein praktischer Leitfaden. 2., aktualisierte und erweiterte Auflage, Hanser Fachbuch, München 2021, ISBN 978-3-446-46571-8.
- Enterprise-Architecture-Management – einfach und effektiv : ein praktischer Leitfaden für die Einführung des EAM. 3., überarbeitete und erweiterte Auflage, Hanser Fachbuch, München 2022, ISBN 978-3-446-46931-0.[7]